# Llin Golding, Baroness Golding

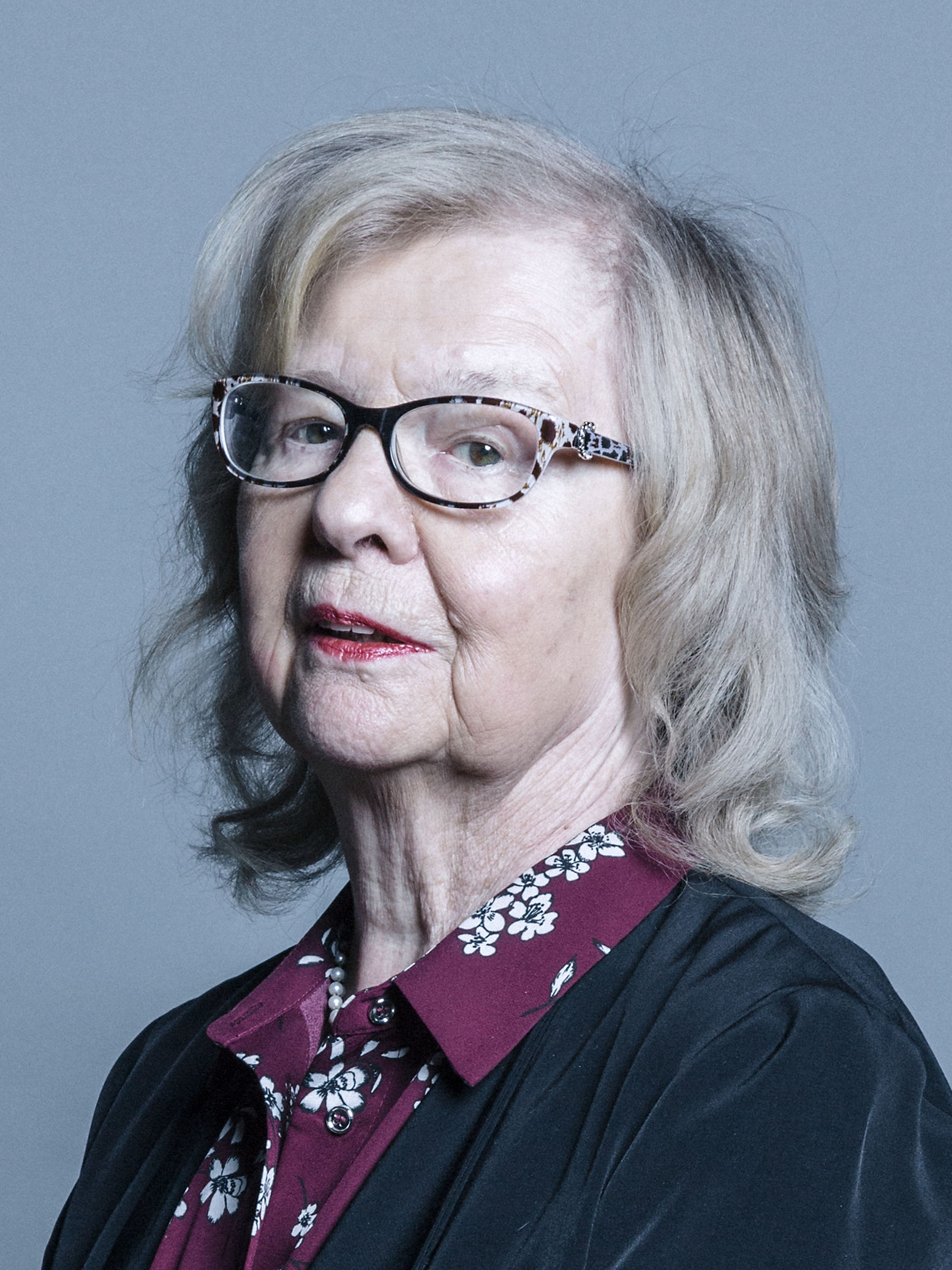
Llin Golding, Baroness Golding

Llinos „Llin“ Golding, Baroness Golding (* 21. März 1933 in Wales als Llinos Edwards) ist eine britische Politikerin der Labour Party und Life Peer.

## Familie
Golding wurde als Tochter des früheren Parlamentsabgeordneten Ness Edwards (1897–1968) und dessen Frau Elina Victoria geboren. Im Juni 1957 heiratete sie John Roland Lewis. Aus dieser Ehe, die 1971 geschieden wurde, gingen drei Kinder hervor. In zweiter Ehe war sie vom 8. August 1980 bis zu seinem Tod 1999 mit dem Abgeordneten John Golding (1931–1999) verheiratet.

## Ausbildung und weiterer Werdegang
Ihre schulische Ausbildung erhielt Golding an der Caerphilly Grammar School for Girls und besuchte später die Cardiff Royal Infirmary School of Radiography. Nachdem sie zunächst als Röntgentechnikerin gearbeitet hatte, wurde sie 1972 Assistentin ihres späteren Ehemanns John Golding. Diesen Posten hatte sie bis zu dessen Rücktritt 1986 inne und übernahm dann seinen Parlamentssitz. Von 1986 bis 2001 vertrat sie den Wahlkreis Newcastle-under-Lyme im House of Commons. Zur Unterhauswahl 2001 trat sie nicht mehr an und schied aus dem House of Commons aus. Stattdessen wurde sie am 13. Juli 2001 als Baroness Golding, of Newcastle-under-Lyme in the County of Staffordshire, zur Life Peeres gehört seither dem House of Lords an.
Bei der Verabschiedung des Gesetzes zur Abschaffung der Fuchsjagd 1997 war sie eine von zwei Labour-Abgeordneten, die selbiges ablehnten.
Als am 19. Mai 2004 im Rahmen einer Aktion der Gruppe Fathers 4 Justice ein Mehlbombenanschlag auf den Premierminister Tony Blair verübt wurde, war sie diejenige, die den Aktivisten den Zutritt zum Gebäude gewährte und den Anschlag so erst ermöglichte.